# (505478) 2013 UT15
2013 يو تي 15 (ويعرف أيضًا باسم (505478) 2013 يو تي 15 وفق تسمية الكوكب الصغير) (بالإنجليزية: 2013 UT15)‏ هو كويكب ضمن حزام الكويكبات؛ وترتيبه 505478 من حيث الاكتشاف.
اكتُشف هذا الجُرم الفلكي بواسطة Outer Solar System Origins Survey ‏ في 2013.

## وصلات خارجية
- (505478) 2013 UT15 في قاعدة بيانات مختبر الدفع النفاث لأجرام النظام الشمسي الصغيرة

- الاكتشاف · مخطط المدار ·  العناصر المدارية · المعلمات المادية

- (505478) 2013 UT15 على موقع ويكي سكاي: DSS2, SDSS, GALEX, IRAS, Hydrogen α, X-Ray, Astrophoto, Sky Map, Articles and images

قالب:الكواكب الصغيرة: 505001–506000